# Guerra d'indipendenza di Rákóczi
La guerra d'indipendenza di Rákóczi (1703-1711) fu un tentativo significativo di rovesciare il governo degli Asburgo sull'Ungheria da parte degli indipendentisti locali. La guerra venne combattuta da un gruppo di nobili d'alto rango e molto ricchi che erano guidati dal principe Francesco II Rákóczi. L'insurrezione fu un fallimento e si concluse con la firma del Trattato di Szatmár, dove comunque la nobiltà ungherese tentò di soddisfare i propri interessi.
Rákóczi, pur sconfitto e costretto all'esilio, divenne un eroe nazionale dell'indipendenza ungherese e nei secoli successivi sulla sua persona venne creata una lunga serie di canzoni popolari che ne alimentarono il mito.

## Preludio
Col Trattato di Karlowitz del 1699, l'Impero ottomano aveva rinunciato a gran parte delle proprie pretese sui quei territori che erano stati conquistati dal medievale Regno d'Ungheria dopo il 1526. La nobiltà locale era opposta al governo degli Asburgo sull'area dal momento che le terre sequestrate agli ottomani poterono ritornare ai legittimi proprietari solo qualora questi avessero esibito sufficienti prove a comprovarne la legittimità di pretesa e avessero potuto pagare il 10% del proprio valore allo Stato asburgico. Se non avessero compiuto ciò, la proprietà sarebbe passata ai creditori dell'Impero. La classe dei contadini si rivoltò contro l'Impero per l'eccessivo coinvolgimento in guerre negli ultimi anni. Nel 1697 una rivolta anti-asburgica venne repressa a Tokaj. Ad ogni modo, le relazioni tra la corte e la nobiltà si deteriorarono sempre più, ed i nuovi governanti austriaci trattavano i contadini ancora peggio dei turchi al punto da invocare il ritorno sotto gli ottomani.

### La rivolta del 1678

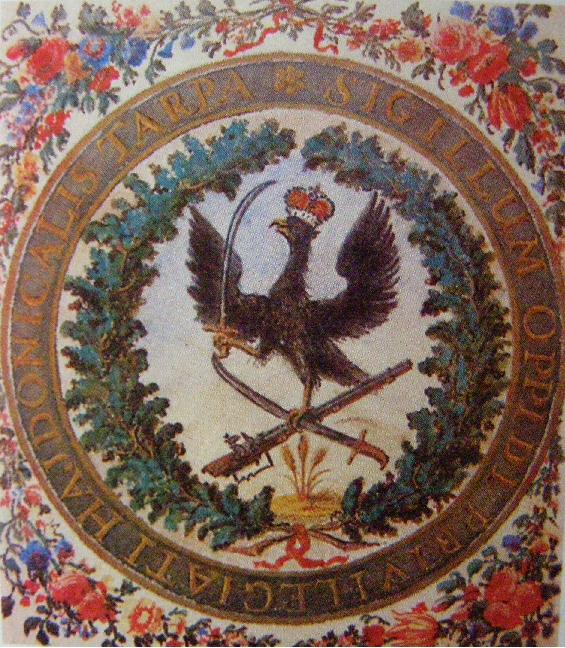
La bandiera dei combattenti nella guerra d'indipendenza di Rákóczi

La rivolta di Rákóczi aveva ad ogni modo origini ancora più remote nel passato. Con l'aiuto di Luigi XIV di Francia, i ribelli anti-asburgici, guidati da un giovane nobile, Imre Thököly si rivoltarono contro l'Impero nel 1678. Thököly occupò gran parte dell'Ungheria settentrionale. Nel 1681 gli ottomani si unirono agli ungheresi e Thököly venne riconosciuto come re dell'Alta Ungheria dal sultano Mehmed IV. Tuttavia, quando gli ottomani persero la Battaglia di Vienna del 1683, Thököly perse il prezioso supporto degli ottomani e venne sconfitto nel 1685. La sua alleanza con gli Ottomani per ottenere il trono, cambiò la percezione generalmente positiva dell'Ungheria in Europa, ed anziché vedere quella terra come l'ultimo bastione della cristianità, essa venne vista come terra di nemici della cristianità, In parte come conseguenza di questa vittoria, l'Ungheria venne occupata ed organizzata come "territorio acquisito" anziché "territorio liberato dagli Ottomani".

## La lotta per l'indipendenza
Dal momento che la casata degli Asburgo era sull'orlo di estinguersi, la Francia era alla ricerca di alleati per schiacciare una volta per tutte l'egemonia austriaca in Europa. Di conseguenza, i francesi presero contatti col principe Francesco II Rákóczi e gli promisero un supporto nella causa d'indipendenza ungherese. Una spia austriaca intercettò questa corrispondenza e la portò all'attenzione dell'Imperatore. Come diretto risultato di questo atto, Rákóczi venne arrestato il 18 aprile 1700 ed imprigionato nella fortezza di Wiener Neustadt (a sud di Vienna). Era ormai ovvio che, come era accaduto nel caso di suo nonno Péter Zrínyi, l'unica possibile sentenza per Francesco era quella di morte. Con l'aiuto della moglie Amelia, incinta, e del comandante della prigione, Rákóczi riuscì quindi a fuggire e si recò in Polonia. Qui si incontrò con Bercsényi ed insieme ripresero i contatti con la corte francese.
Tre anni più tardi, la Guerra di successione spagnola fece sì che gran parte delle forze austriache presenti nel Regno d'Ungheria venissero chiamate su altri teatri di guerra europei. Cogliendo l'occasione, le forze kuruc iniziarono una nuova rivolta partendo da Mukačevo, e a Rákóczi venne chiesto di capeggiarla. Egli decise di investire le sue energie in una guerra di liberazione nazionale, accettando pertanto la richiesta. Il 15 giugno 1703, un altro gruppo di 3000 uomini capeggiati da Tamás Esze si unì alle sue forze nei pressi della città polacca di Lawoczne. Bercsényi giunse sul posto con 600 mercenari polacchi al soldo dei francesi.
Gran parte della nobiltà polacca ad ogni modo non supportò la rivolta di Rákóczi, reputandola niente più di una jacquerie, una ribellione contadina. La famosa chiamata alle armi della nobiltà di Rákóczi a Szabolcs fu addirittura vana. Gli riuscì di convincere gli hajdús (guerrieri contadini emancipati) ad unirsi alle sue forze, controllando pertanto gran parte del Regno d'Ungheria ad est ed a nord del Danubio alla fine di settembre del 1703. Continuò conquistando la Transdanubia poco dopo.

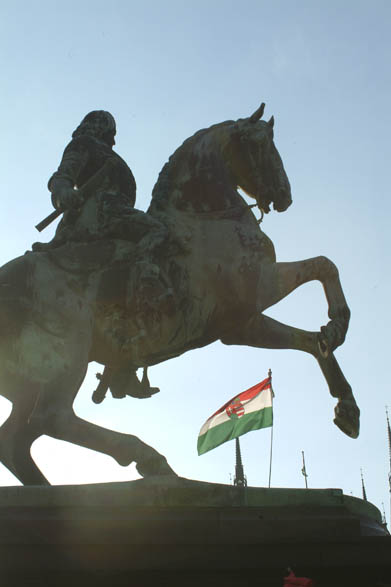
Statua di Francesco II Rákóczi a Budapest, Ungheria

Dal momento che gli austriaci si trovarono a combattere Rákóczi su diversi fronti, si sentirono obbligati ad entrare in negoziati con lui. Ad ogni modo, la vittoria di austriaci ed inglesi contro l'esercito franco-bavarese nella Battaglia di Blenheim il 13 agosto 1704, diede alla coalizione un notevole vantaggio non solo nella Guerra di successione spagnola, ma impedì anche l'unione delle forze di Rákóczi con quelle franco-bavaresi.
Questo fatto pose Rákóczi in una difficile situazione militare e finanziaria. Il supporto francese diminuì gradualmente e per contro un esercito sempre più importante aveva necessità di occupare la terra appena conquistata per consolidarne il dominio dei ribelli ungheresi. Nel frattempo, i rifornimenti necessari all'esercito di Rákóczi si trovavano oltre le linee nemiche. Egli tentò di risolvere questo problema creando un nuovo sistema monetario locale basato sul rame che non venne accettato facilmente in Ungheria dove la popolazione era abituata ad utilizzare monete in argento. Malgrado tutto, Rákóczi tentò di tener duro sino al 1706 quando le sue forze iniziarono a ritirarsi.
Una seduta della dieta ungherese (composta da 6 vescovi, 36 aristocratici e circa 1000 rappresentanti della bassa nobiltà provenienti da 25 contee), si tenne presso Szécsény (Contea di Nógrád) nel settembre del 1705, elesse Rákóczi al ruolo di "fejedelem" - principe regnante – degli Stati Confederati del Regno d'Ungheria, assistito da un senato di 24 membri. Rákóczi ed il senato ebbero insieme il compito di amministrare lo Stato, inclusi i concordati di pace. 
Incoraggiati da Inghilterra e Paesi Bassi, i concordati si aprirono il 27 ottobre 1705 tra i capi kuruc e quelli dell'imperatore. Una serie di operazioni militari continuarono comunque su entrambi i fronti. Il 13 dicembre le forze kuruc guidate da János Bottyán sconfissero gli austriaci a Szentgotthárd. Uno degli ostacoli era rappresentato dalla sovranità sulla Transilvania su cui entrambe le parti non erano intenzionate a cedere. Il trattato proposto da Rákóczi coi francesi era in stallo e pertanto egli si rese conto che solo una dichiarazione d'indipendenza sarebbe stata accettata e lo avrebbe posto in posizione di negoziare. Nel 1706, sua moglie (che non aveva visto per cinque anni, insieme ai loro figli József e György) e sua sorella vennero entrambe inviate come ambasciatori di pace, ma Rákóczi rifiutò il loro coinvolgimento presso l'imperatore.
Su consiglio di Rákóczi e col supporto di Bercsényi, si tenne un nuovo incontro della dieta a Ónod (contea di Borsod) che dichiarò la deposizione degli Asburgo dal trono ungherese il 13 giugno 1707. Ma nemmeno questo atto, né le monete di rame emesse per evitare l'inflazione monetaria, ebbero il successo sperato. Luigi XIVsi rifiutò di entrare in trattativa col principe Rákóczi, lasciando gli ungheresi senza alleati. Rimaneva un'alleanza possibile con l'Impero russo, ma questa non si concretizzò.
Alla Battaglia di Trenčín, il 3 agosto 1708, il cavallo di Rákóczi inciampò ed egli cadde a terra perdendo conoscenza. Le forze kuruc credendolo morto, se ne andarono dal campo di battaglia. Questa sconfitta fu fatale per gli insorti. Molti capi kuruc si trasferirono in alleanza con l'imperatore, sperando perlomeno in una clemenza. Le forze di Rákóczi vennero ristrette alla zona di Mukačevo e della Contea di Szabolcs. János Pálffy, inviato dell'imperatore e incaricato di trattare coi ribelli, non incontrò il favore del principe Rákóczi che preferì lasciare l'Ungheria alla volta della Polonia il 21 febbraio 1711.

## La partecipazione dei Serbi e di altri realisti
I Serbi (insediatisi al confine meridionale dell'Ungheria durante le Grandi migrazioni serbe e protetti degli austriaci) combatterono con l'Imperatore sin dall'inizio della guerra. La loro cavalleria leggera venne utilizzata dagli austriaci anche per raccogliere le tasse nei territori riconquistati. Durante gli otto anni della guerra in Ungheria, villaggi e città della Putzna e della Transdanubia vennero messi a ferro e fuoco dai Serbi, mentre i villaggi serbi nella regione della Bačka non vennero toccati. Ad ogni modo vi furono dei Serbi che combatterono con Rakóczi contro gli Asburgo tra cui ad esempio i frontalieri di Semlak. Il capo dei kuruc serbi era il capitano Obrad Lalić di Senta.
La Croazia supportò anch'essa la monarchia asburgica, fatto che impedì ai kuruc di occupare la Croazia, pericolosamente vicina all'Ungheria. Forze croate e serbe combatterono nella Transdanubia e nell'Alta Ungheria. I Sassoni transilvani si distanziarono anch'essi da Rákóczi nel 1703. Anche se il generale austriaco Rabutin perse in Transilvania, si ritirò nelle terre dei sassoni, dove i contadini locali diedero supporto all'esercito asburgico. Scontri tra i kuruc e i sassoni asburgici ebbero luogo in Croazia.

## L'assistenza danese
Il Regno di Danimarca annualmente concesse alle truppe imperiali dei reggimenti di cavalleria e fanteria. L'esercito asburgico pose questi reggimenti in Ungheria ed i soldati danesi combatterono al fianco degli asburgici contro gli ungheresi e i loro alleati soprattutto nell'area dell'Ungheria orientale e in Transilvania (Battaglia di Zsibó).

## Mercenari e minoranze nell'esercito kuruc
Una minoranza rutena si unì immediatamente nel 1703 agli insorti, ma già in precedenza (tra il 1690 ed il 1702) i ruteni avevano supportato gli ungheresi contro i soldati austriaci. Anche durante il conflitto gli Slovacchi combatterono per Rákóczi. Nell'esercito kuruc vi erano dei comandanti slovacchi e alcuni kuruc erano integralmente slovacchi. Dopo la liberazione della Transilvania la locale minoranza rumena aderì in massa ai kuruc. Infine, un centinaio di mercenari provenivano dalla Valacchia e dalla Moldavia per combattere con l'esercito di Rákóczi.
Alcuni volontari polacchi e mercenari tra cui vi erano file di ucraini e tartari Lipka si unirono ai kuruc. Molte volte Rákóczi chiese aiuto alla Polonia e cercò di reclutarne dei soldati. Molti furono anche i mercenari tedeschi. Gli sloveni ungheresi delle contee di Murska Sobota, Lendava e Szentgotthárd combatterono contro le truppe asburgiche.
Un centinaio di soldati svedesi presenti nella Battaglia di Poltava si unirono all'armata di Rákóczi nel 1710. Le forze ribelli riuscirono quasi a sconfiggere gli austriaci nella Battaglia di Romhány, ma all'ultimo le forze di Rákóczi vennero schiacciate nel corso del contrattacco austriaco.
L'armata di Rákóczi giunse a includere anche bulgari, lituani, tartari della Crimea e ottomani.